# アレクサンダル・ラドヤヴィッチ
アレクサンダル・ラドヤビッチ（Aleksandar Radojević、1976年8月8日 - ）は、ボスニア・ヘルツェゴビナのプロバスケットボール選手。キプロス男子プロバスケットボールリーグ1部ディヴィジョンAのプロテアスEKA AEL所属。ユーゴスラビア連邦モンテネグロ社会主義共和国ヘルツェグ・ノヴィ出身。ポジションはセンター。221cm、113kg。英語読みだとアレクサンダー・ラドヤヴィッチと表記する。